# Musée savoisien
Le Musée savoisien est un musée départemental situé sur la commune de Chambéry, dans le département de la Savoie en région Auvergne-Rhône-Alpes.
Il est installé dans un ancien couvent franciscain (classé monument historique en 1911), ouvert pour la première fois au public comme musée le 18 novembre 1913.
Fermé en décembre 2014 afin de réaliser une rénovation complète du bâtiment et de la muséographie, la réouverture du musée a lieu le 29 avril 2023.

## Histoire

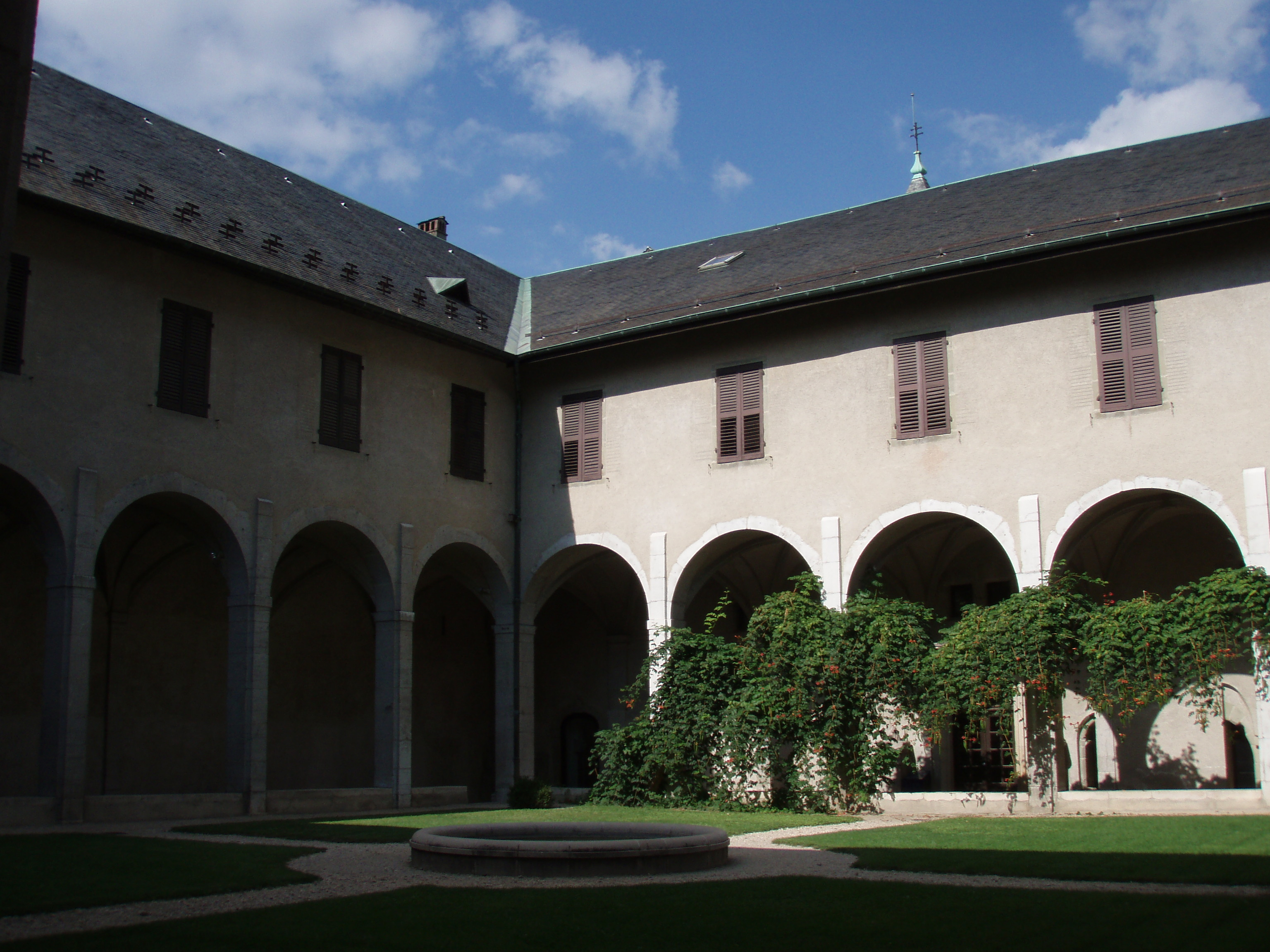
Le cloître de l'ancien couvent des Franciscains, Musée Savoisien depuis 1913.

Au lendemain de l'Annexion de la Savoie, le marquis Costa de Beauregard souhaite, en 1864, en tant que président du Conseil général et en partenariat avec la Ville de Chambéry, la création d'un « musée historique et archéologique national [...] où soient rassemblés les souvenirs de son histoire et les monuments de son passé. Il n'est rien de plus intéressant et de plus instructif que ces collections provinciales où l'homme qui aime son pays et qui veut le connaître peut étudier sur des documents authentiques l'origine, les croyances, les mœurs, l'industrie et la vie intellectuelle des générations qui l'ont précédé. ».
En 1889, les premières collections sont présentées au rez-de-chaussée d'un bâtiment musée-bibliothèque qui deviendra le futur musée des Beaux-Arts.
Le Musée savoisien est, par la suite, installé dans un ancien couvent franciscain datant du XIIIe siècle, devenu évêché, puis archevêché, jouxtant la cathédrale Saint-François-de-Sales de Chambéry. En 1905, à la suite de l'adoption de la loi de séparation de l'Église et de l'État, le couvent est inutilisé. Il est alors choisi pour abriter le Musée Savoisien, un musée consacré à l'histoire et à l'ethnographie locale, et ouvre ses portes au public le 18 novembre 1913,.
En 2012, la gestion du musée est transférée de la commune de Chambéry au Conseil général de la Savoie. La rénovation est alors entreprise pour exposer les collections et faire connaître l'histoire du territoire savoisien.
Le 13 décembre 2014, le musée est fermé au public afin de recevoir des travaux de mise aux normes devant permettre une amélioration de l’accessibilité au bâtiment et de la conservation des documents ainsi que moderniser la muséographie. Les 70 000 éléments des collections ont été déménagés, le temps des travaux, dans deux bâtiments du Centre de conservation des collections départementales, où ils seront nettoyés et entretenus. Les travaux ont également été l'occasion de mener des fouilles archéologiques dans le sous-sol du musée et d'approfondir les connaissances sur l'histoire médiévale du bâtiment,.

## Description
Avant sa fermeture pour rénovation, le musée comportait huit salles d'expositions permanentes :
- la collection d'objets datant de l'âge du bronze et de l'époque gallo-romaine (période lacustre du lac du Bourget) ;
- la collection d'objets populaires savoyards (ethnographie régionale) ;
- la collection de pièces de monnaie savoyardes « Médaillier de Savoie »  (plus de 2 000 pièces) ;
- la collection de primitifs savoyards du  XIVe siècle (acquis en 1971, transfert du Musée des Beaux-Arts) ;
- les peintures murales profanes du XIIIe siècle (don de la famille Chaland en 1988, provenant du château de la Rive à Cruet, restaurées et transférées. Elles représentent des scènes de la littérature courtoise, probablement inspirées de Girart de Vienne de Bertrand de Bar-sur-Aube[9].) ;
- les quatre salons consacrés aux XVIe, XVIIe, XVIIIe et XIXe siècles ;
- le Mémorial 1939-1945 ;
- une salle d'exposition temporaire.

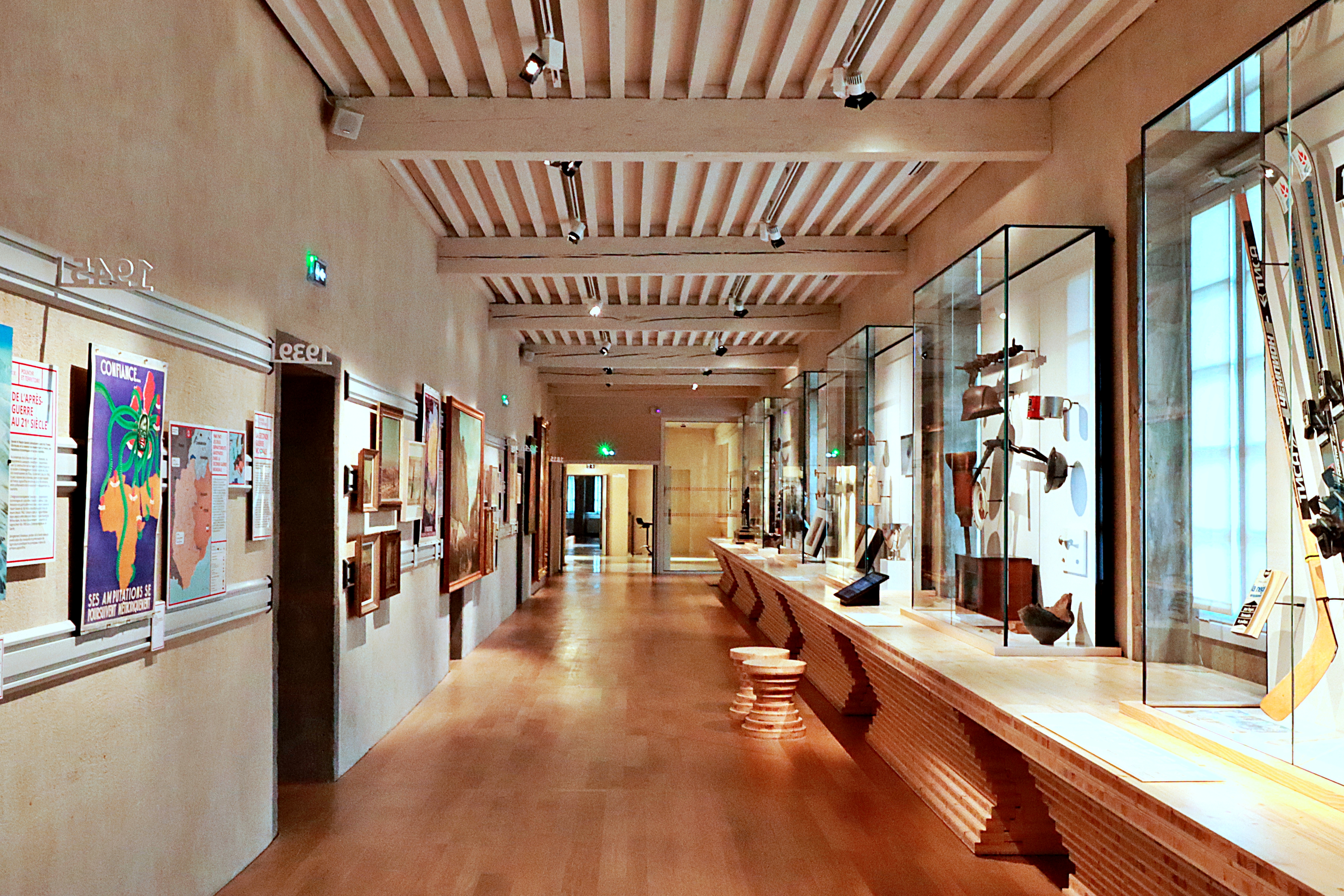
Salle d'exposition.
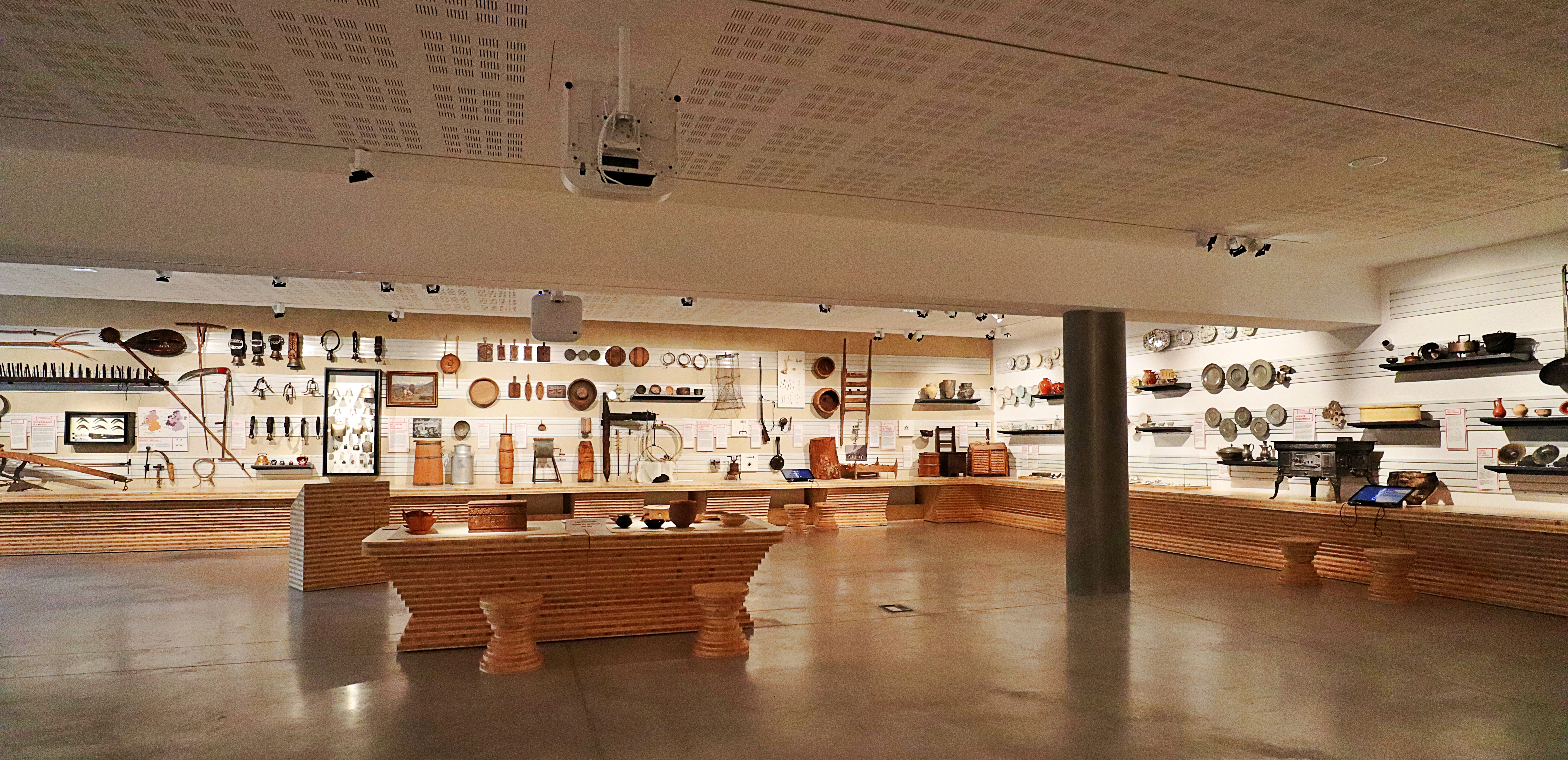
Salle d'exposition.
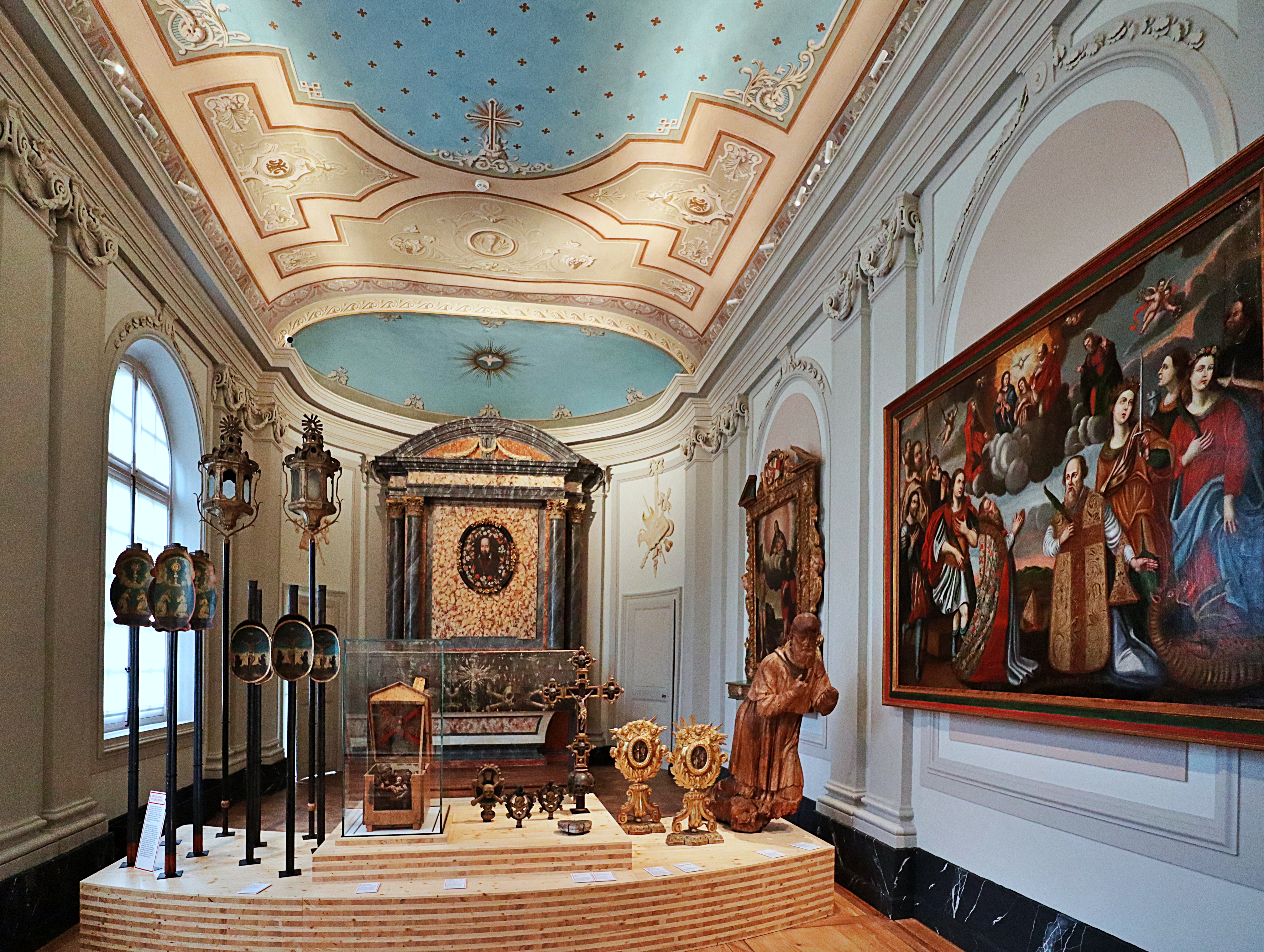
Chapelle.
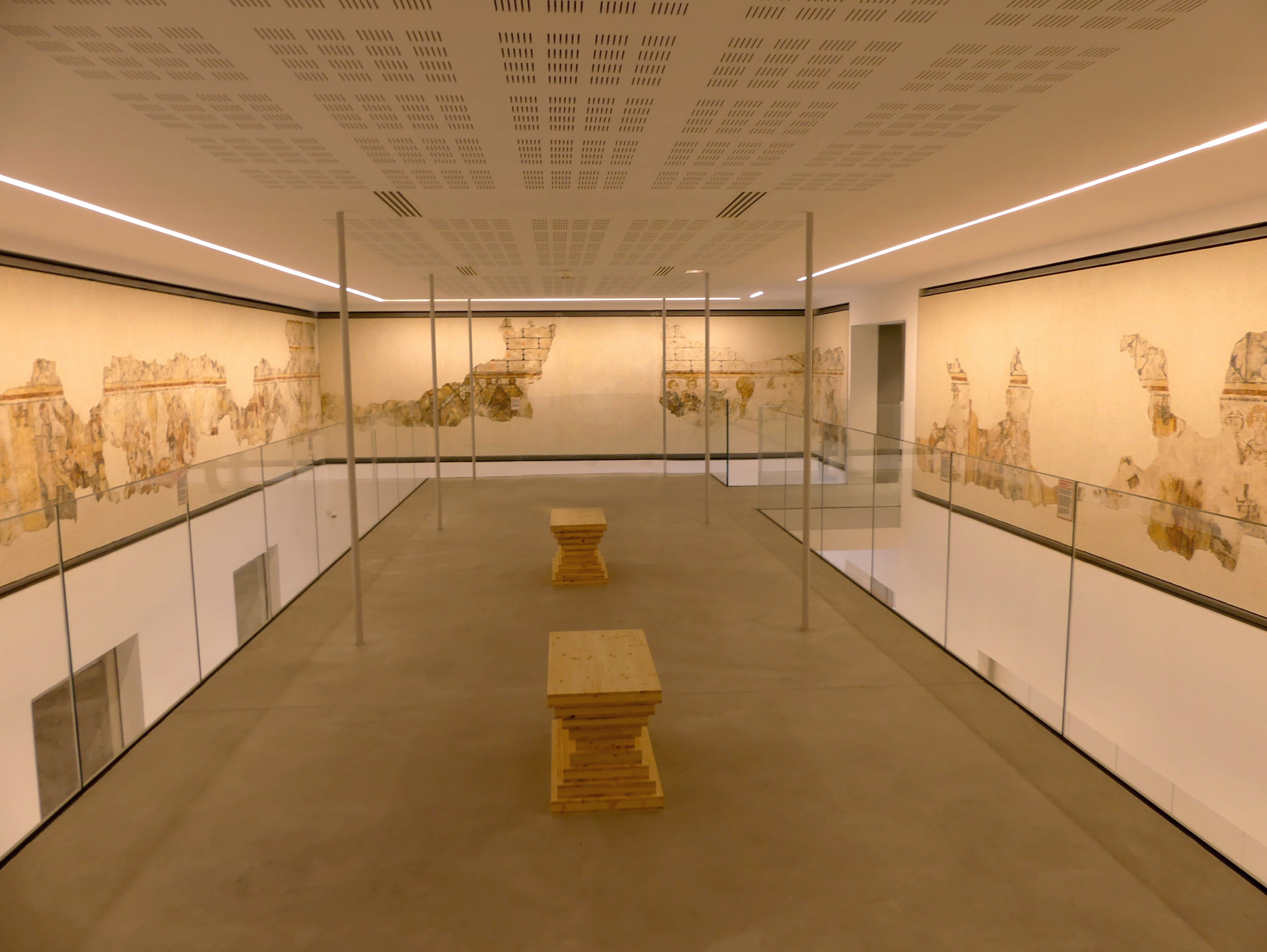
Peintures murales de Cruet.